# Hari Rao Holkar
Maharajadhiraj Raj Rajeshwar Sawai Shri Hari Rao Holkar IX Bahadur (1795 - 1843) fou maharaja d'Indore fill de Vithoji Rao Holkar (germa de Jaswant I Rao Holkar).
Amb 22 anys va dirigir les forces d'Holkar a la batalla de Mahidpur el 20 de desembre de 1818. Per la mala administració i extravagància del maharaja Malhar III Rao Holkar es va revoltar el 1819 però fou derrotat i capturat sent empresona a Maheshwar.
El gener de 1834 fou alliberat pels seus partidaris i proclamat maharaja. El gadi estava ocupat per l'infant de 3 anys Martand Rao Holkar, que havia estat adoptat per la viuda de Malhar III, Gautama Bai. Com que l'adopció de Martand Rao s'havia fet sense coneixement ni permís del govern britànic, el resident va donar el tron a Hari (2 de febrer de 1834) i Martand fou pensionat (va morir a Poona el 2 de juny de 1849). Hari va entrar a Indore el 18 de març de 1834 i fou tanmateix adoptat per Gautama Bai, sent formalment reconegut pels nobles el 17 d'abril de 1834.
Hari va nomenar ministre principal Raja Bhao Phansia o Phanse (Sardar Rewajirao Phanse) de Tarana, reconegut borratxo (1834-1836). L'administració que ja estava en decadència va empitjorar, encara complicada per l'excessiva despesa del maharaja. El febrer de 1835 es va casar amb Maharani Shrimant Akhand Soubhagyavati Ghaina Bai Sahib Holkar, i després, el 1838 amb Maharani Shrimant Akhand Soubhagyavati Harikabai Sahib Holkar (una antiga concubina que va morir el 1846). La vida i les propietats no eren segures i es van plantejar diversos complots per reposar a Martand Rao.
Hari va morir al palau Juna Rajwada d'Indore el 24 d'octubre de 1843, amb 48 anys, deixant només dues filles, una de les quals de nom Maharajkumari Shrimant Sakha Bai Raje Sahib Holkar (Shrimant Akhand Soubhagyavati Sakhabai Raje Sahib Phanse) es va casar amb Sardar Rewajirao Phanse de Tarana, que fou ministre principal d'Indore del 1843 al 1848 i fill del ministre de 1834-1836. El va succeir un cosí llunyà d'una altra branca, i fill adoptat, Khande III Rao Holkar.